# Das Sulingen Projekt
Das Sulingen Projekt ist ein deutscher Dokumentarfilm aus dem Jahr 2023 über die tausendjährige Geschichte der Stadt Sulingen in Niedersachsen.

## Inhalt
Das Sulingen-Projekt ist die verfilmte Geschichte der norddeutschen Kleinstadt Sulingen in einem dokumentarischen Kinofilm. Es wurden dabei Stilmittel des modernen Dokumentarfilms verwendet. Neben Interviews, Expertenmeinungen, Berichten von Zeitzeugen, 3D-Animationen, historischem Foto- und Filmmaterial wurden verschiedene Szenen nachgestellt. Neben der eigentlichen Filmproduktion war die Internetpräsenz bedeutend. Hier wurden Fotos, historische Film- und Tonaufnahmen veröffentlicht, sowie Videobeiträge zu Themen, die in der Filmproduktion keinen Platz fanden. Zur Nachhaltigkeit des Projektes ist beabsichtigt, verschiedene Themenbereiche aufzuarbeiten und als Lehrmittel zur Verfügung zu stellen.

## Team
Initiiert wurde das ehrenamtlich ausgerichtete Sulingen-Projekt im Februar 2016 vom Filmemacher Martin Herman und von Frank Wenker. Als Mitarbeiter kamen Werner Focke, Kerstin Melloh-Kordes und Christine Nordenholz hinzu. Sie gründeten die Sulingen-Projekt GbR.

## Recherche und Vorarbeiten
2016 wurde eine Internetpräsenz eingerichtet, auf der Videobeiträge veröffentlicht wurden.  Erste Interviews mit Zeitzeugen und Experten wurden aufgezeichnet. Der WDR verwendete Auszüge aus dem Beitrag Liesel Westermann bei einem Bericht über den 50. Jahrestag ihres ersten Weltrekords. Ein erweitertes Rechercheteam fand sich zusammen und sammelte Inhalte zur Historie der Stadt Sulingen. 2017 startete das Sponsoring. Innerhalb weniger Monate kam die benötigte Mindestsumme von 75.000 € zusammen. Die Erstellung des Drehbuchs fand mit Unterstützung von Gerhard Snitjer und Knut Teske statt. Fertiggestellt wurde es 2021.

## Dreharbeiten
Bei den Dreharbeiten wurden ausschließlich Laiendarsteller eingesetzt. Einzige Ausnahme war Meelah Adams. Insgesamt beteiligten sich über 350 Statisten an folgenden 26 Drehtagen:
- 2018: 3 Drehtage
- 2019: 10 Drehtage – Hallo Niedersachsen des NDR berichtete vom Drehtag am 28. September 2019
- 2020: 4 Drehtage
- 2021: 5 Drehtage
- 2022: 4 Drehtage

## Moderationen
Die einzelnen Themen des Films wurden durch Gerhard Snitjer als Moderator miteinander verknüpft. Snitjer sprach ebenfalls den gesamten Text, der dem Film zugrunde liegt.

## Postproduktion
Die Postproduktion begann zeitgleich mit den Dreharbeiten der einzelnen Szenen und des eingelesenen Drehbuchs.
Im April 2022 wurde Luigi-Maria Rapisada mit der Komposition der Filmmusik beauftragt. Im Dezember 2022 wurde Film fertig gestellt.

## Premiere
Die Premiere fand am 23. März 2023 vor 300 geladenen Gästen im historischen Saal des Ratskellers in Sulingen statt. Am 24. März 2023 war die Erstaufführung im Filmpalast Sulingen, worüber der NDR im Programm von „Hallo Niedersachsen“ berichtete.

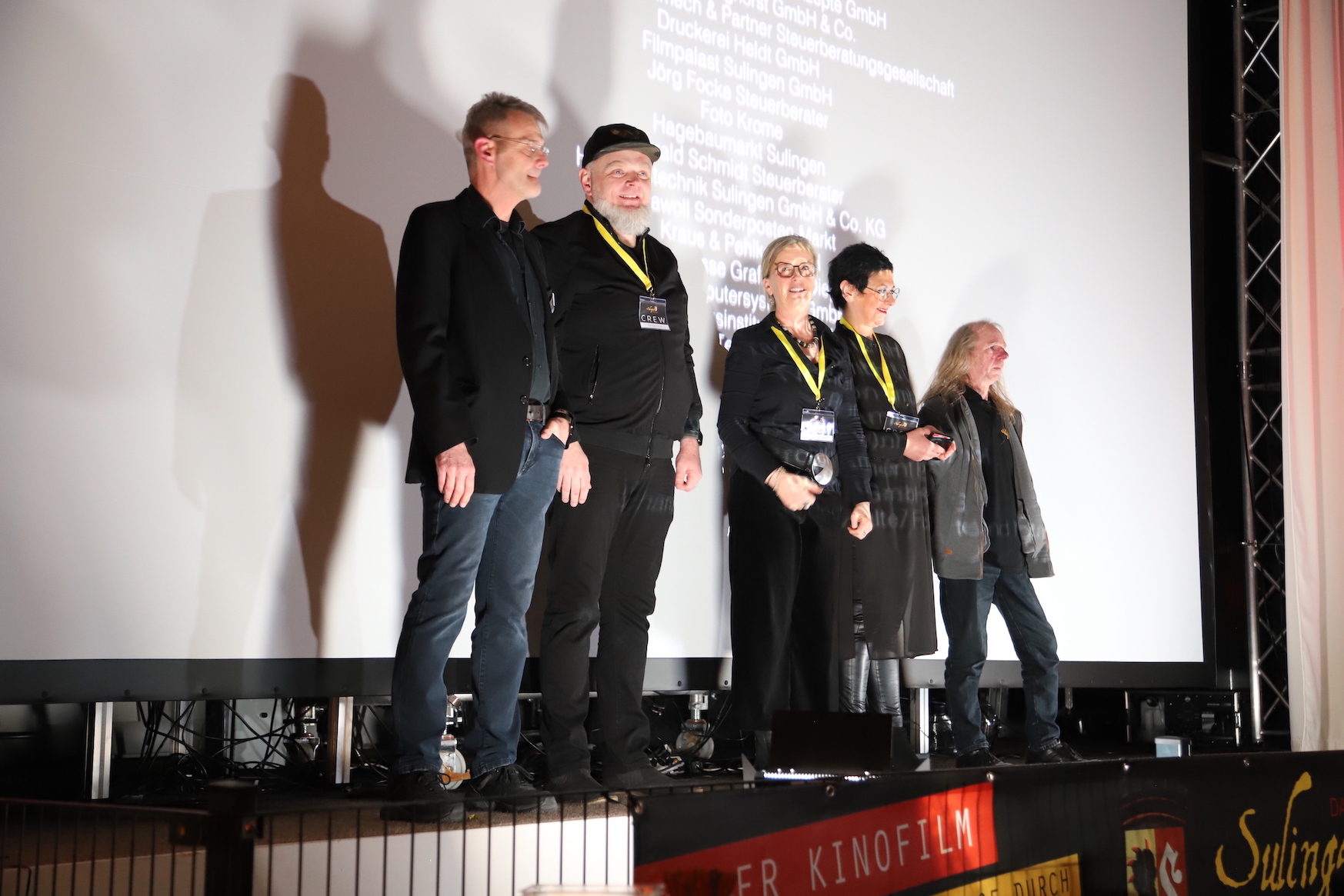
Die Mitglieder der Sulingen-Projekt GbR bei der Filmpremiere, 2023

## Folgezeit

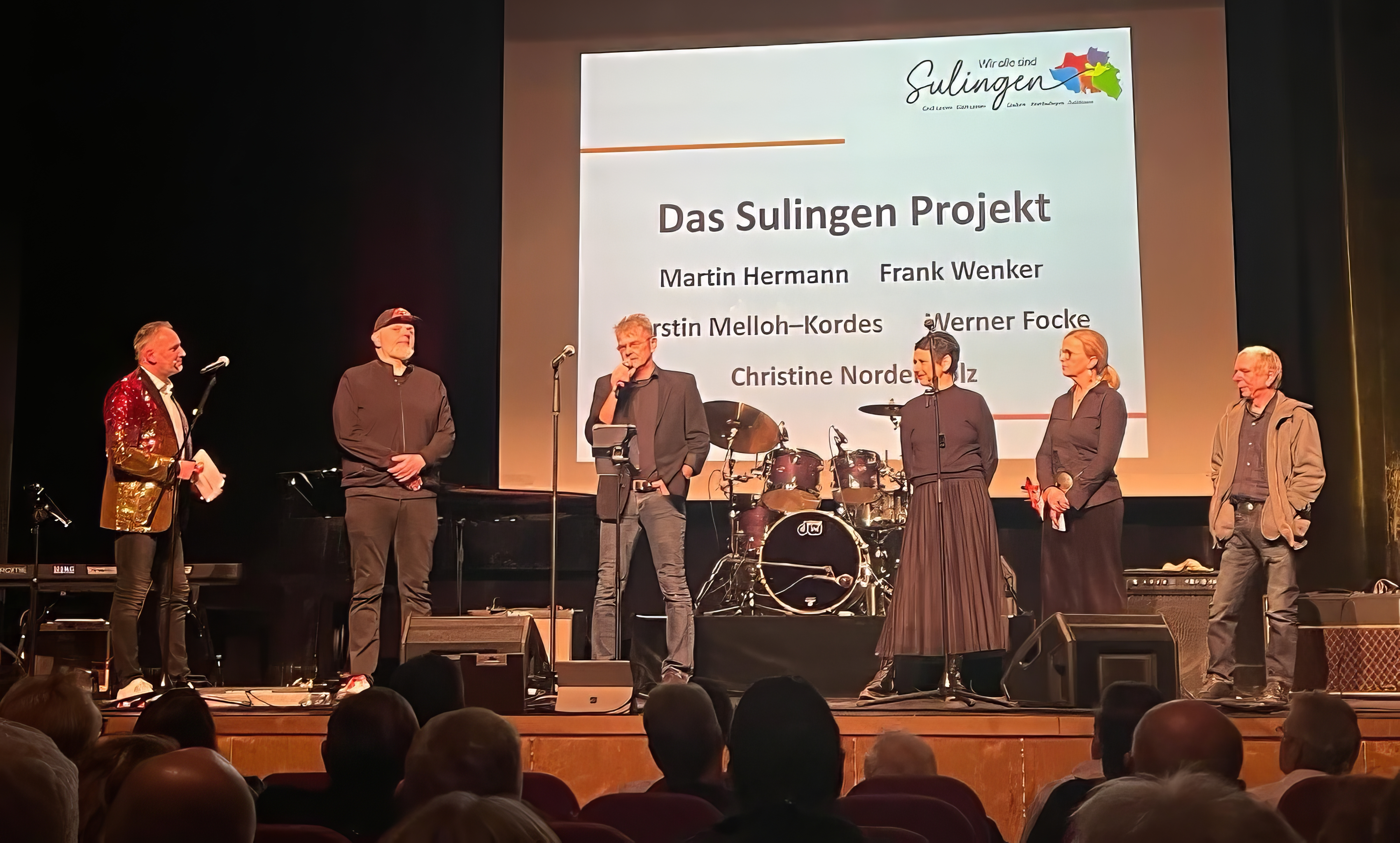
Auszeichnung der Projektmitarbeiter, 2024

Der Film wurde in verschiedenen Kinos der Landkreise Diepholz, Nienburg und Oldenburg gezeigt. Mit über 5700 Besuchern ist er der am besten besuchte Film im Sulinger Filmpalast. 
Am 1. März 2024 wurden die Mitglieder des Sulingen-Projekts für ihr ehrenamtliches Engagement vom Sulinger Bürgermeister Patrick Bade ausgezeichnet.